# Andrea Corner (cardinal)
Pour les articles homonymes, voir Andrea Corner et Corner.
Andrea Corner (parfois italianisé en: Andrea Cornaro)  (né le 18 décembre 1511 à Venise, alors dans la république de Venise, et mort le 30 janvier 1551  à Rome) est un cardinal italien du XVIe siècle.
Il est un neveu des cardinaux Marco Corner (1500) et Francesco Cornaro, seniore (1527). Les autres cardinaux de la famille Corner sont Alvise Corner (1551), Federico Cornaro, seniore (1585), Francesco Cornaro, iuniore (1596), Federico Baldissera Bartolomeo Corner (1626), Giorgio Corner (1697) et Giovanni Corner (1778).

## Biographie
Andrea Corner est élu évêque de Brescia en 1532. Il est aussi clerc de la Chambre apostolique.
Mgr Corner est créé cardinal par le pape Paul III lors du consistoire du 19 décembre 1544. Le cardinal Corner est nommé légat apostolique en Camerino, Spolète et Ombrie et est nommé évêque de Brescia en 1551.
Le cardinal Corner participe au conclave de 1549-1550 lors duquel Jules III est élu. Il est l'auteur de deux œuvres pastorales, De statu praelatorium et De residentia episcoporum et de neuf collections de ses lettres. Pétrarque lui dédie un commentaire.